# Westonaria
Westonaria (officieel Westonaria Local Municipality) is een gemeente in het Zuid-Afrikaanse district West Rand.
Westonaria ligt in de provincie Gauteng en telt 111.767 inwoners.

## Hoofdplaatsen
Het nationaal instituut voor de statistiek, Stats SA, deelt sinds de census 2011 deze gemeente in in 14 zogenaamde hoofdplaatsen (main place):
Bekkersdal • Elsburg Gold Mine • Glen Harvie • Hillshaven • Lenz • Nufcor • Seberuberung • Simunye • Venterspost • Waterpan • Waterworks • Western Areas Gold Mine • Westonaria • Westonaria NU.